# 地区スター候補生
地区スター候補生（ちくスターこうほせい）とは、公営競技の競艇において、各競艇場に所属する若手選手から1名を選出し、全国的なスター選手輩出の前段階として、地元密着型の「地区のスター」を創出するための育成・斡旋プログラムである。低迷する売上の向上策として、2005年スタート、2009年6月に新設したスター選手育成制度に発展する形で廃止された。

## 対象選手
原則として
- 各競艇場から1名選出[1]
- 選手登録5年未満
- A2級およびB1級選手[2]
- 期間は最低1年間（但し、対象選手がA1級に昇格した場合は新たな選手に変更される）

## 内容
- 選出された選手はA2級は2節中1節、B1級は3節中2節、地元競艇場において開催されるレースを中心に斡旋される。